# 陶哈
陶哈（德語：Taucha，發音：[ˈtaʊxa] ⓘ）是德国萨克森州北萨克森县的城市，面积33.23平方千米，2023年12月31日人口为15,759人。

## 友好城市
- 法國 沙德拉克
- 法國 埃斯帕利-圣马塞尔